# Сан-Матіас (Болівія)
Сан-Матіас (ісп. San Matías) — містечко у східній чверті болівійського департаменту Санта-Крус (провінції Анхель Сандовал) на кордоні з Бразилією.

## Клімат
Містечко знаходиться у зоні, котра характеризується кліматом тропічних саван. Найтепліший місяць — листопад із середньою температурою 28.6 °C (83.5 °F). Найхолодніший місяць — червень, із середньою температурою 22.9 °С (73.2 °F).
| Клімат Сан-Матіаса      | Клімат Сан-Матіаса | Клімат Сан-Матіаса | Клімат Сан-Матіаса | Клімат Сан-Матіаса | Клімат Сан-Матіаса | Клімат Сан-Матіаса | Клімат Сан-Матіаса | Клімат Сан-Матіаса | Клімат Сан-Матіаса | Клімат Сан-Матіаса | Клімат Сан-Матіаса | Клімат Сан-Матіаса | Клімат Сан-Матіаса |
| Показник                | Січ.               | Лют.               | Бер.               | Квіт.              | Трав.              | Черв.              | Лип.               | Серп.              | Вер.               | Жовт.              | Лист.              | Груд.              | Рік                |
| Середня температура, °C | 27,5               | 28,3               | 27,1               | 27,2               | 25,4               | 22,9               | 23,4               | 24,9               | 26,4               | 27,5               | 28,6               | 28,3               | 26,5               |
| Норма опадів, мм        | 225.6              | 182.3              | 154.2              | 94.6               | 52.9               | 29.5               | 16.4               | 20.6               | 44.9               | 89.2               | 140.7              | 191.7              | 1242.6             |
| Днів з опадами          | 14,5               | 13,2               | 11,9               | 7,5                | 5                  | 3                  | 2,1                | 2                  | 4,1                | 8,2                | 10,5               | 12,6               | 94,6               |
| Вологість повітря, %    | 80.2               | 81.4               | 78.3               | 80.2               | 79.2               | 78.7               | 71.7               | 67.5               | 65.9               | 71.4               | 75.5               | 79.1               | 75.8               |
| ----------------------- | ------------------ | ------------------ | ------------------ | ------------------ | ------------------ | ------------------ | ------------------ | ------------------ | ------------------ | ------------------ | ------------------ | ------------------ | ------------------ |
| Джерело: Weatherbase    |                    |                    |                    |                    |                    |                    |                    |                    |                    |                    |                    |                    |                    |